# Typhoons
Typhoons è il terzo album in studio del gruppo musicale britannico Royal Blood, pubblicato il 30 aprile 2021 dalla Black Mammoth Records e dalla Warner Records.

## Promozione
Il 24 settembre 2020 i Royal Blood hanno presentato il singolo Trouble's Coming, per il quale è stato successivamente realizzato anche un video musicale, diretto da Dir. LX e pubblicato il 23 ottobre dello stesso anno. Il brano ha ottenuto un buon successo sia in madrepatria, risultando il singolo fisico più venduto della settimana, che negli Stati Uniti d'America, dove ha conquistato la vetta della Mainstream Rock Airplay.
Nel gennaio 2021 è stato annunciato in via ufficiale il titolo dell'album e la data di uscita, oltre ad essere stato pubblicato come secondo singolo l'omonimo Typhoons. Il 25 marzo è invece uscito il terzo singolo Limbo, presentato dal vivo due giorni più tardi in occasione degli annuali Bloxy Awards, dove il duo si è esibito sotto forma di avatar virtuali; anche per questo brano è stato realizzato un video, reso disponibile il 1º aprile. Un'ulteriore anticipazione all'album è rappresentata dal video per l'ottava traccia Boilermaker, uscito il 13 aprile.
Il 14 maggio il duo ha presentato una versione orchestrale di Limbo eseguita agli Abbey Road Studios, seguita il 25 giugno da quella per la traccia conclusiva All We Have Is Now; entrambe le versioni sono state inserite in un 7" distribuito esclusivamente per Amazon.co.uk. Il 30 giugno è stato pubblicato il video di Oblivion, seconda traccia del disco, mentre il 25 novembre anche All We Have Is Now ha ricevuto un video diretto da Liam Lynch.

## Tracce
Testi di Mike Kerr, musiche dei Royal Blood, eccetto dove indicato.
1. Trouble's Coming – 3:48
2. Oblivion – 2:41
3. Typhoons – 3:56
4. Who Needs Friends – 3:10 (testo: Mike Kerr, Joe Keogh)
5. Million and One – 4:18
6. Limbo – 4:53
7. Either You Want It – 3:00
8. Boilermaker – 3:29
9. Mad Visions – 3:09
10. Hold On – 3:14
11. All We Have Is Now – 2:33 (musica: Mike Kerr)

7" bonus nell'edizione LP deluxe
1. Space – 4:04 (testo: Mike Kerr, Joshua Homme)

Tracce bonus nell'edizione deluxe digitale
1. Space – 4:04 (testo: Mike Kerr, Joshua Homme)
2. King – 3:24

## Formazione
Gruppo
- Mike Kerr − basso (eccetto traccia 11), tastiera, voce, cori, legnetti (traccia 6), therevox (traccia 7)
- Ben Thatcher − batteria e percussioni (eccetto traccia 11)

Altri musicisti
- Bobbie Gordon − cori (tracce 1, 4 e 9), cori aggiuntivi (traccia 2)
- Jodie Scantlebury − cori aggiuntivi (traccia 2), cori (tracce 4 e 9)

Produzione
- Royal Blood − produzione (eccetto traccia 8)
- Paul Epworth − produzione aggiuntiva (tracce 1 e 4)
- Matt Wiggins − ingegneria del suono aggiuntiva (traccia 1), ingegneria del suono (tracce 2, 5-7, 10)
- Claude Vause − assistenza tecnica (tracce 1, 5, 7, 10)
- Marcus Locock − assistenza tecnica (tracce 1, 3, 5-7, 10)
- Riley MacIntyre − ingegneria parte strumentale (traccia 1), ingegneria del suono (traccia 4 e 11), ingegneria parti vocali (traccia 5), missaggio (traccia 11)
- Pete Hutchings − ingegneria parti vocali (traccia 1), ingegneria del suono (tracce 2, 5, 9), missaggio (tracce 2 e 9)
- Matty Green − missaggio (tracce 1, 3-8, 10)
- Joe LaPorta − mastering
- Josh Homme − produzione (traccia 8)
- Mark Rankin − ingegneria del suono (traccia 8)
- Justin Smith − assistenza tecnica (traccia 8)

## Classifiche

### Classifiche settimanali
| Classifica (2021)         | Posizione massima |
| ------------------------- | ----------------- |
| Australia                 | 5                 |
| Austria                   | 17                |
| Belgio (Fiandre)          | 4                 |
| Belgio (Vallonia)         | 3                 |
| Canada                    | 35                |
| Croazia                   | 5                 |
| Finlandia                 | 29                |
| Francia                   | 30                |
| Germania                  | 20                |
| Grecia                    | 49                |
| Irlanda                   | 1                 |
| Islanda                   | 37                |
| Italia                    | 44                |
| Nuova Zelanda             | 6                 |
| Paesi Bassi               | 5                 |
| Polonia                   | 12                |
| Portogallo                | 13                |
| Regno Unito               | 1                 |
| Repubblica Ceca           | 79                |
| Spagna                    | 56                |
| Stati Uniti               | 48                |
| Stati Uniti (alternative) | 4                 |
| Stati Uniti (hard rock)   | 3                 |
| Stati Uniti (rock)        | 7                 |
| Svizzera                  | 9                 |
| Ungheria                  | 8                 |

### Classifiche di fine anno
| Classifica (2021) | Posizione |
| ----------------- | --------- |
| Regno Unito       | 81        |